# Повіт Нісі
Пові́т Ні́сі (яп. 爾志郡, にしぐん, МФА: [ɲiɕi guɴ]) — повіт в окрузі Хіяма, префектура Хоккайдо, Японія.